# أوبالوري جوبالا كريشنامورثي
أوبالوري جوبالا كريشنامورثي (9 يوليو 1918 - 22 مارس 2007) كان فيلسوفًا وخطيبًا شكك في حالة التحرر الروحي. بعد أن اتبع المسار الديني في شبابه ورفضه في النهاية، يو. جي. ادعى أنه تعرض لتحول بيولوجي مدمر في عيد ميلاده التاسع والأربعين، وهو الحدث الذي يشير إليه باسم "الكارثة". وشدد على أن هذا التحول إلى "الحالة الطبيعية" هو حدث بيولوجي نادر وغير سببي وليس له سياق ديني. ولهذا السبب، كان يثني الناس عن متابعة "الحالة الطبيعية" كهدف روحي.
لقد رفض أساس الفكر وأبطل بذلك جميع أنظمة الفكر والمعرفة. ومن ثم أوضح أن تأكيداته كانت تجريبية وليست تخمينية - "أخبرهم أنه لا يوجد شيء يفهمونه".